# Anders Bjork
Anderson Patrick „Anders“ Bjork (* 5. August 1996 in Mequon, Wisconsin) ist ein US-amerikanischer Eishockeyspieler, der seit Januar 2025 bei den Milwaukee Admirals aus der American Hockey League (AHL) unter Vertrag steht. Zuvor verbrachte der Flügelstürmer vier Jahre in der Organisation der Boston Bruins und war zudem für die Buffalo Sabres und Chicago Blackhawks in der National Hockey League (NHL) aktiv.

## Karriere

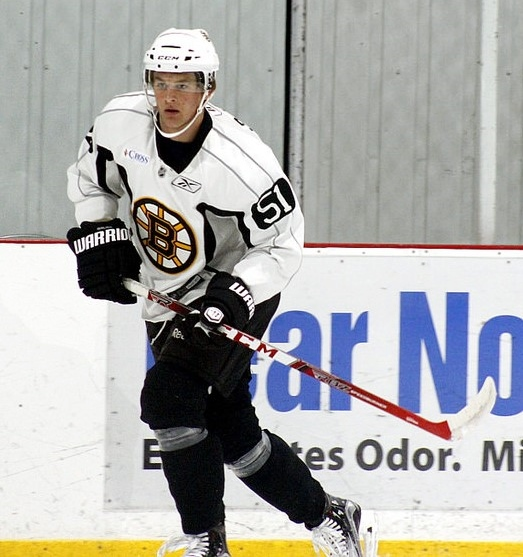
Bjork im Training bei den Boston Bruins (2017)

Anders Bjork wurde in Mequon geboren und spielte in seiner Jugend unter anderem für die Chicago Mission in Chicago im angrenzenden Bundesstaat Illinois.  Zur Saison 2012/13 wechselte der Angreifer in das USA Hockey National Team Development Program (NTDP), die zentrale Talenteschmiede des US-amerikanischen Eishockeyverbands USA Hockey. Mit den Auswahlen des NTDP nahm er am Spielbetrieb der United States Hockey League (USHL) teil, der höchsten Juniorenliga des Landes. Zudem fungieren die Teams der Programms als Nachwuchs-Nationalmannschaften, sodass Bjork an der World U-17 Hockey Challenge 2013 sowie der U18-Weltmeisterschaft 2014 teilnahm und dabei eine Bronzemedaille gewann sowie U18-Weltmeister wurde. Nach zwei Spielzeiten schied er altersbedingt aus dem NTDP aus und wurde anschließend im NHL Entry Draft 2014 an 146. Position von den Boston Bruins ausgewählt.
Im Herbst 2014 schrieb sich Bjork an der University of Notre Dame ein und begann dort ein Marketing-Studium, während er parallel für die Notre Dame Fighting Irish in der Hockey East am Spielbetrieb der National Collegiate Athletic Association (NCAA) teilnahm. Im Trikot der Fighting Irish steigerte der US-Amerikaner seine persönliche Statistik von Jahr zu Jahr, bis er in der Saison 2016/17 mit 52 Scorerpunkten aus 39 Spielen einen Punkteschnitt von deutlich über 1,0 erreichte. Infolgedessen wählte man ihn ins Hockey East First All-Star Team, nachdem er im Vorjahr bereits ins Second All-Star Team berufen worden war, und nominierte ihn als einen von zehn Finalisten für den Hobey Baker Memorial Award, der den besten College-Spieler des Jahres ehrt. Diesen gewann in der Folge jedoch Will Butcher.
Nachdem Bjork mit der U20-Nationalmannschaft der USA bei der U20-Weltmeisterschaft 2016 eine weitere Bronzemedaille gewonnen hatte, debütierte der Angreifer nach der College-Saison 2016/17 auch auf internationalem Herren-Niveau, indem er mit dem Team USA an der Weltmeisterschaft 2017 teilnahm und dort den fünften Platz belegte. Anschließend unterzeichnete er im Mai 2017 einen Einstiegsvertrag bei den Boston Bruins und erspielte sich in der folgenden Saisonvorbereitung einen Platz in deren Aufgebot, sodass er im Oktober 2017 in der National Hockey League (NHL) debütierte. Im Verlauf der folgenden Spielzeiten etablierte er sich zunehmend im Kader Bostons und kam nur noch selten in der AHL zum Einsatz.
Nach etwa vier Jahren in der Organisation der Bruins wurde er im April 2021 mitsamt einem Zweitrunden-Wahlrecht für den NHL Entry Draft 2021 an die Buffalo Sabres abgegeben, während im Gegenzug Taylor Hall und Curtis Lazar nach Boston wechselten. In Buffalo war der Angreifer anschließend knapp zwei Jahre aktiv, ehe er im März 2023 ohne weitere Gegenleistung (future considerations) an die Chicago Blackhawks abgegeben wurde. Dort wurde sein Vertrag am Saisonende nicht verlängert, woraufhin sich der Stürmer im August für ein Spieljahr den Rockford IceHogs aus der AHL anschloss. Danach blieb Bjork bis Mitte Januar 2025 vereinslos, ehe er von den Milwaukee Admirals aus der AHL bis zum Ende der Saison 2024/25 unter Vertrag genommen wurde.

## Erfolge und Auszeichnungen
- 2016 Hockey East Second All-Star Team
- 2017 Hockey East First All-Star Team
- 2017 Finalist um den Hobey Baker Memorial Award

### International

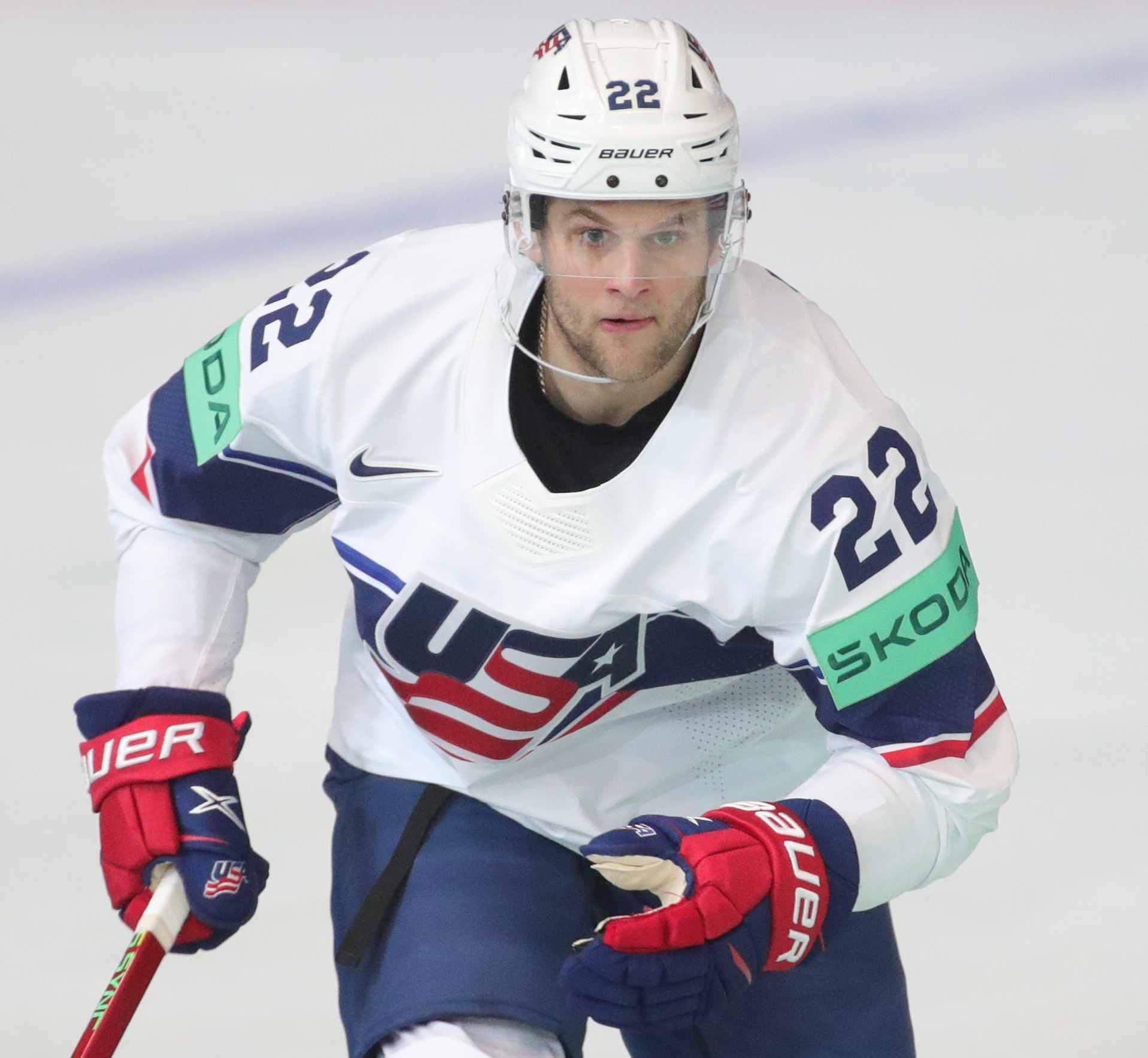
Bjork im Trikot der US-amerikanischen Nationalmannschaft (2023)

- 2013 Bronzemedaille bei der World U-17 Hockey Challenge
- 2014 Goldmedaille bei der U18-Weltmeisterschaft
- 2016 Bronzemedaille bei der U20-Weltmeisterschaft

## Karrierestatistik
Stand: Ende der Saison 2023/24

### International
Vertrat die USA bei:
| - World U-17 Hockey Challenge 2013 - U18-Weltmeisterschaft 2014 - U20-Weltmeisterschaft 2016 | - Weltmeisterschaft 2017 - Weltmeisterschaft 2023 |

(Legende zur Spielerstatistik: Sp oder GP = absolvierte Spiele; T oder G = erzielte Tore; V oder A = erzielte Assists; Pkt oder Pts = erzielte Scorerpunkte; SM oder PIM = erhaltene Strafminuten; +/− = Plus/Minus-Bilanz; PP = erzielte Überzahltore; SH = erzielte Unterzahltore; GW = erzielte Siegtore; 1 Play-downs/Relegation; Kursiv: Statistik nicht vollständig)

## Familie
Sein Vater Kirt Bjork war ebenfalls Eishockeyprofi und lief in den 1980er Jahren für den italienischen HC Alleghe sowie für die Adirondack Red Wings in der American Hockey League auf. Zudem schaffte es sein Cousin Erik Condra, sich als NHL-Profi zu etablieren. Darüber hinaus spielt sein Bruder Brady Bjork seit der Saison 2020/21 ebenfalls für die University of Notre Dame.